# Guillermo Amor
Guillermo Amor Martínez (Benidorm, 4 december 1967) was in de jaren 90 voetballer bij onder meer FC Barcelona en het Spaanse nationaal elftal. Van 2003 tot 2007 was Amor jeugdtrainer en hoofd jeugdopleiding bij FC Barcelona.

## Clubvoetbal
Guillermo Amor groeide op in Benidorm en zijn talent was daar op de straten al te zien. FC Barcelona was er al snel bij en lijfde Amor al op elfjarige leeftijd in voor de jeugd (ook wel de cantera genoemd). Ondertussen toonde ook Real Madrid interesse, maar zijn vader had zijn woord al aan FC Barcelona gegeven. Amor was efficiënt, speelde simpel, had een goede pass en een goed inzicht. In 1986 won hij als aanvoerder van de Juvenil A, het hoogste jeugdelftal van FC Barcelona, de Copa del Rey Juvenil. Mede door twee doelpunten van Amor werd in de finale met 6–3 gewonnen van de Juvenil A van Real Madrid. Een jaar later prolongeerde de Juvenil A met Amor met succes de beker. In de finale werd wederom Real Madrid verslagen (2–1) en Amor scoorde eenmaal. In het seizoen 1986/87 ging hij bovendien spelen voor Barcelona Atlètic, het tweede elftal van Barça. In 1988 leek Amor te vertrekken naar Real Valladolid, met wie het bestuur van FC Barcelona al in onderhandeling was. Johan Cruijff, kort daarvoor aangesteld als de nieuwe hoofdtrainer, hield de transfer uiteindelijk tegen totdat hij Amor zelf had kunnen beoordelen. Cruijff was overtuigd van de kwaliteiten van de middenvelder en behield hem zo voor FC Barcelona. De Nederlander liet Amor zijn debuut maken in het eerste elftal op 3 september tegen Espanyol. Cruijff maakte van hem een speler die zowel kon verdedigen als aanvallen en Amor werd een vaste waarde in het team. Het was de periode van het Dream Team en Amor veroverde met Barça vele prijzen. Ook onder Bobby Robson en Louis van Gaal zouden prijzen volgen. In 1998 moest Amor van Van Gaal vertrekken. Hij tekende bij het Italiaanse Fiorentina. Later speelde Amor nog voor Villarreal en Livingston.

## Clubstatistieken
| seizoen | club           | land               | competitie              | duels | goals |
| ------- | -------------- | ------------------ | ----------------------- | ----- | ----- |
| 1986/87 | FC Barcelona B | Vlag van Spanje    | Segunda División A      | 37    | 8     |
| 1987/88 | FC Barcelona B | Vlag van Spanje    | Segunda División A      | 3     | 1     |
| 1988/89 | FC Barcelona   | Vlag van Spanje    | Primera División        | 27    | 8     |
| 1989/90 | FC Barcelona   | Vlag van Spanje    | Primera División        | 33    | 6     |
| 1990/91 | FC Barcelona   | Vlag van Spanje    | Primera División        | 34    | 4     |
| 1991/92 | FC Barcelona   | Vlag van Spanje    | Primera División        | 34    | 4     |
| 1992/93 | FC Barcelona   | Vlag van Spanje    | Primera División        | 33    | 5     |
| 1993/94 | FC Barcelona   | Vlag van Spanje    | Primera División        | 37    | 8     |
| 1994/95 | FC Barcelona   | Vlag van Spanje    | Primera División        | 34    | 4     |
| 1995/96 | FC Barcelona   | Vlag van Spanje    | Primera División        | 29    | 4     |
| 1996/97 | FC Barcelona   | Vlag van Spanje    | Primera División        | 28    | 6     |
| 1997/98 | FC Barcelona   | Vlag van Spanje    | Primera División        | 26    | 0     |
| 1998/99 | FC Barcelona   | Vlag van Spanje    | Primera División        | 22    | 0     |
| 1999/00 | Fiorentina     | Vlag van Italië    | Serie A                 | 7     | 0     |
| 2000/01 | Villarreal     | Vlag van Spanje    | Primera División        | 35    | 0     |
| 2001/02 | Villarreal     | Vlag van Spanje    | Primera División        | 29    | 1     |
| 2002/03 | Livingston     | Vlag van Schotland | Scottish Premier League | 3     | 0     |

## Nationaal elftal
Amor was ook Spaans international. Zijn debuut maakte hij op 14 november 1990 tegen Tsjecho-Slowakije. Later speelde Amor nog voor Spanje tijdens EK 1996 en WK 1998, maar het wereldkampioenschap van 1994 moest hij laten schieten vanwege een blessure. Uiteindelijk kwam Amor 37 keer uit voor het nationaal elftal, waarin hij viermaal scoorde. Zijn laatste interland speelde de middenvelder op 5 september 1998 tegen Cyprus.

### Interlanddoelpunten
| Interlanddoelpunten | Interlanddoelpunten | Interlanddoelpunten   | Interlanddoelpunten | Interlanddoelpunten | Interlanddoelpunten | Interlanddoelpunten |
| Nr.                 | Datum               | Locatie               | Tegenstander        | Doelpunt(en)        | Uitslag             | Wedstrijd           |
| ------------------- | ------------------- | --------------------- | ------------------- | ------------------- | ------------------- | ------------------- |
| 1                   | 19/12/1990          | Sevilla, Spanje       | Albanië             | 19'                 | 9–0                 | EK-kwalificatie     |
| 2                   | 18/06/1996          | Leeds, Engeland       | Roemenië            | 85'                 | 2–1                 | EK-eindronde        |
| 3                   | 13/11/1996          | Santa Cruz, Spanje    | Slowakije           | 46'                 | 4–1                 | WK-kwalificatie     |
| 4                   | 24/09/1997          | Bratislava, Slowakije | Slowakije           | 77'                 | 1–2                 | WK-kwalificatie     |

## Erelijst
Als speler
 FC Barcelona
- Primera División: 1990/91, 1991/92, 1992/93, 1993/94, 1997/98
- Copa del Rey: 1989/90, 1996/97, 1997/98
- Supercopa de España 1991/92, 1992/93, 1994/95, 1996/97
- Europacup I: 1991/92
- Europacup II: 1988/89, 1996/97
- Europese Supercup: 1992, 1997

Als trainer
 Adelaide United
- A-League Premiership: 2015/16
- A-League Championship: 2016

Individueel als trainer
- A-League Coach of the Year: 2015/16
- PFA Manager of the Year: 2015/16

## Verkeersongeluk
Op 16 december 2007 werd Amor in kritieke toestand opgenomen op de intensive care van het Hospital Verge de la Cinta in Tortosa na rond twee uur 's nachts een auto-ongeluk te hebben gehad op de autopista AP-7 nabij Ametlla de Mar. In het ziekenhuis volgde een operatie naar aanleiding van buikletsel. Amor had bovendien borstletsel en een gedeeltelijke bekkenfractuur. Na meer dan een week in het ziekenhuis te hebben gelegen, was Amor op 24 december 2007 voldoende hersteld om naar huis te gaan.